# Pseudoblothrus ellingseni
Pseudoblothrus ellingseni är en spindeldjursart som först beskrevs av Beier 1929.  Pseudoblothrus ellingseni ingår i släktet Pseudoblothrus och familjen spinnklokrypare. Inga underarter finns listade i Catalogue of Life.